# Dactylogyrus
Dactylogyrus es un género de platelmintos monogeneos del Orden Dactylogyrida y Familia Dactylogyridae del cual se conocen más de 900 especies. Su distribución es cosmopolita, incluyendo los Estados postsoviéticos (25%), China (19.5%), Norteamérica (15%), Europa (exclutendo los Estados postsoviéticos; 12%), África (11.5%), Subcontinente indio (8%), Sureste Asiático (6.5%), Oriente Medio (2%) y Japón (1%). Son parásitos patógenos importantes de los peces, especialmente de las carpas, pudiendo causar cuantiosas pérdidas en cultivos, especialmente de alevines. Infectan las branquias.

## Especies
Entre las especies descritas, se destacan:
- D. achmerowi (Gussev, 1955)
- D. anchoratus (Dujardin, 1845)
- D. crassus (Kulwiec, 1927)
- D. extensus (Mueller and Van Cleave, 1932)
- D. minutus (Kulwiec, 1927)
- D. mrazaki (Ergens and Dulmaa, 1969)
- D. vastator (Musselius, 1987)
- D.yinwenyingae (Gussev, 1962)

Siendo D. crassus y D. vastator los más importantes económicamente.

## Descripción
Las especies del género Dactylogyrus no suelen superar los 2 mm de longitud. En el extremo anterior, o prohaptor, tienen una ventosa oral poco desarrollada (o ausente), dos pares de manchas oculares y dos o más lóbulos cefálicos, constituidos por orificios laterales pequeños o ventosas, junto con acúmulos de glándulas cefálicas, que segregan sustancias adhesivas. Tienen también un órgano de fijación posterior, denominado opistohaptor, que está provisto de 1 par de ganchos grandes (anclas o hamuli), entre los que hay una barra conectora dorsal, a veces una barra ventral adicional y 7 pares de ganchos marginales. Además, su faringe es redondeada, o ligeramente elipsoidal, y de ella parten ramas intestinales que confluyen posteriormente; no presentando divertículos intestinales. Son hermafroditas y tanto el ovario como el testículo (postovárico) son ligeramente alargados o redondeados. Tienen un conducto vaginal único, que se abre generalmente en el extremo derecho del cuerpo y glándulas vitelogenas considerablemente desarrolladas, que ocupan desde la faringe hasta el comienzo del haptor. El órgano copulador está quitinizado y constituido por un cirro y una pieza accesoria.

## Ciclo biológico
Las Dactylogyrus spp. son ovíparas. Los vermes adultos liberan los huevos en el agua, los cuales son ovales, con pedículo corto y, en ocasiones, un filamento. Estos huevos eclosionan con una temperatura adecuada según la especie. Siendo, por ejemplo, 22 °C en D. vastator y entre 16-17 °C en D. extensus, pero con presencia de especies cuyos huevos soportan temperaturas cercanas a los 6 °C, determinando con ello picos estacionales de infección y una localización geográfica específica. Una vez eclosionados, dan lugar a una larva ciliada denominada oncomiracidio, la cual es su único estadio larvario. Éste tiene un tiempo de vida corto, por lo que debe encontrar un nuevo hospedador en las siguientes 24 horas, tras lo cual perderá la epidermis ciliada y se transformará en adulto.

## Dactylogyrosis
La dactylogyrosis afecta a especies de agua dulce. Cada especie de Dactylogyrus es altamente específica de hospedador, variando normalmente solo entre especies de la misma familia. Las principales familias de peces afectadas por este parasitismo son la Cyprinidae y, en menor medida, la Catostomidae, pero pudiendo afectar también peces de la familia Ariidae, Centrarchidae, así como truchas y tilapias. En estos peces, es un parásito importante, puesto que afecta a los alevines. Las dos especies más importantes que afectan los cultivos de carpas son D. vastator y D. extensus, los cuales afectan la parte alta y media de los filamentos branquiales, respectivamente. Su adhesión a las láminas branquiales mediante el opistohaptor, junto con su actividad alimentaria provocan hiperplasia celular e hipersecreción de moco, lo que puede ocasionar una hipofunción respiratoria y la muerte por asfixia en parasitaciones intensas. Por ello, el principal signo que se observa es la agrupación de los peces en la superficie o cerca a la entrada de agua fresca. Entre los tratamientos posibles frente a la enfermedad, se incluyen el uso de formaldehído al 35-40%, ésteres fosfóricos, cloramina, acriflavina o permanganato potásico.